# مارینه اوتاریان
مارینه ایساهاکی اوتاریان (ارمنی: Մարինե Իսահակի Օթարյան؛  ۸ نوامبر ۱۹۶۹) یک آهنگساز اهل ارمنستان است. وی از سال میلادی تاکنون مشغول فعالیت بوده است.

## زندگی‌نامه
وی در ۸ نوامبر ۱۹۶۹ در اسپیتاک به دنیا آمد و از کنسرواتوار دولتی کومیتاس ایروان فارغ‌التحصیل شد. وی در خانه‌موزه آلکساندر اسپنداریان فعالیت وی همچنین برندهٔ جوایزی همچون چهره فرهنگی شایسته جمهوری ارمنستان شده است.